# Ethereum
Ethereum är en plattform för kryptovaluta och smarta kontrakt, som bygger på blockkedjeteknik Den är skapad av den rysk-kanadensiske programmeraren Vitalik Buterin, tillsammans med utvecklarna Anthony Di lorio, Mihai Alisie och Charles Hoskinson. Det kördes live för första gången 30 juli 2015.

## Plattformen
Ethereum är en öppen, digital plattform som möjliggör ett decentraliserat samarbetsprogram. Den har ett välutvecklat programmeringsspråk som är inbyggt som möjliggör att programmerare själv får skapa sina egna valutor och egna decentraliserade applikationer (DApps) samt skriva smarta kontrakt. Blockkedjetekniken gör att det är omöjligt att korrumpera och användare slipper handla med mellanhänder, de smarta kontrakten sätter villkoren för transaktionen och överföringen hanteras av programvaran. Till exempel om två personer spelar på varsin häst. Kontraktet kan då låta stipulera att galoppbanans officiella kanal utser vinnaren, och de två spelarna behöver inget bolag eller vara bekanta för att lita på att kontraktet följs.
Under senare år har det blivit mer populärt för företag att driva så kallade ICO (Initial Coin Offerings), ett annat sätt att få in startkapital för sina startups via olika blockkedje-plattformar. Den absolut vanligaste kryptovalutan är Ethereums med över 82 procent av alla ICO som har drivits på deras plattform men är obefintligt jämfört med hela marknaden.

## Kryptovalutan
Ether (valutakod: ETH) är den näst största kryptovalutan sett till marknadsvärde och används ofta i så kallade Initial Coin Offerings (ICO:s). Ether klättrade över 500 dollar för första gången i mitten av december 2017 enligt Coindesk. Uppgången kom efter rapporter om att den schweiziska banken UBS skulle leda en ethereumbaserad blockkedjeplattform. Utöver UBS finns en rad andra bolag inblandade, bland dem Barclays, Credit Suisse, KBC, Six och Thomson Reuters. 
Flera datajättar, som IBM, experimenterar med ethereum som plattform för att kontrollera internet of things, och Microsoft har underlättat för användning av Ethereum för sin molntjänst Azure. Även andra företag har anslutit sig till Enterprise Ethereum Alliance för att bygga verktyg som gör nätverket användbart i en företagsmiljö – bland annat Toyota, Merck och Samsung.